# Austin FX4
La Austin FX4 è un'autovettura di tipo taxi prodotta dalla casa automobilistica inglese British Motor Corporation a partire dal 1958. Si tratta di uno dei più noti taxi londinesi (denominato hackney carriage o black cab) che è stato commercializzato con vari marchi in seguito a passaggi di proprietà dei diritti di produzione. 
Inizialmente era venduto dal marchio Austin, successivamente dalla Carbodies e dalla London Taxi International che lo ha prodotto fino al 1997 come LTI Fairway.
È stato sostituito dal taxi LTI TX1.
Nel corso degli anni la BMC ha venduto anche una versione berlina per i civili ribattezzata Austin FL2 Limousine.

## Il progetto ADO 6
Il taxi Austin FX4 nasce come successore del modello FX3 ed è stato progettato da Austin in collaborazione con Mann & Overton (la più importante concessionaria di taxi di Londra) e Carbodies (storico carrozziere inglese). Il team di progettazione comprendeva Albert Moore dalla divisione ingegneristica della Austin (BMC), Jack Hellberg ingegnere della Carbodies e David Southwell della Mann & Overton. Il disegno originale era opera di Eric Bailey che guidava il centro stile Austin mentre il responsabile della produzione era Jake Donaldson. La vera innovazione portata al debutto con l'FX4 fu la carrozzeria a quattro porte in quanto sia il predecessore che i taxi concorrenti offrivano una carrozzeria due porte con baule posteriore separato dal corpo vettura.  
Come il vecchio FX3 anche il nuovo FX4 aveva un telaio a longheroni separato dalla carrozzeria, ma con sospensioni anteriori a ruote indipendenti e doppio circuito di freni idraulici. Lo sterzo possedeva il meccanismo in grado di differenziare gli angoli delle due ruote dell’asse sterzante (geometria Ackermann) in modo da ridurre l'angolo di sterzata a U a soli 7,6 metri (soluzione per rendere più comodo il taxi nelle manovre cittadine). 
Il lancio ufficiale è avvenuto nel 1958 e il primo FX4 è stato consegnato nel luglio 1958 (numero di targa VLW 431).

## Il modello originale Austin

### FX4
Il primo modello di FX4 montava un motore diesel Austin da 2178 cc erogante 55 cavalli accoppiato ad un cambio automatico Borg Warner a quattro rapporti. Nel 1961 venne aggiunta la trasmissione manuale dell'Austin Gipsy come optional. Nel 1962 la gamma venne arricchita con il motore a benzina Austin 2199 cc. Tuttavia, quasi tutti i taxi FX4 venduti erano dotati del motore diesel e (fino alla metà degli anni settanta) la maggior parte aveva il cambio manuale.
Nel 1969 debutta un restyling leggero, la cabina fu rivista e aggiornata, il design originale realizzato da Austin aveva un piccolo gruppo ottico posteriore e gli indicatori di direzione montati su due ali alle estremità del tetto (comunemente noti come "orecchie da coniglio"). Sul modello rivisto, le ali posteriori sono state modificate per integrare i fanali posteriori e gli indicatori di direzione della Austin 1100/1300 MkII. Gli indicatori frontali sono stati montati anche sotto i fanali e gli indicatori di direzione montati sulle ali anteriori. Le "orecchie da coniglio" furono abbandonate.

### FX4D
Nel 1971, il motore diesel da 2178 cc fu sostituito da una versione più grande da 2520 cc. Questo motore si è rivelato migliore per l'uso con un cambio automatico e gradualmente sono state vendute versioni con cambio manuale. Il motore a benzina venne tolto dal listino nel 1973. 
Nel 1973, la Carbodies che produceva la carrozzeria dell'FX4, venne acquistata da Manganese Bronze Holdings, che continuò a realizzare la FX4 apportando modifiche a dettagli minori come le nuove serrature per le porte e nuove maniglie a pulsante, lo sterzo venne rivestito da protezioni in gomma.

## La produzione Carbodies

### FX4R
Nel 1982 il carrozziere Carbodies rilevò tutti i diritti di proprietà intellettuale del taxi quando la British Leyland (la casa madre della Austin) a causa di difficoltà finanziarie vendette tutto il business dei taxi inglesi per via della scarsa redditività. Di conseguenza l’FX4 perse il marchio Austin e venne rimarchiato Carbodies e la produzione completa venne spostata nella fabbrica di Coventry del carrozziere inglese. Il vecchio motore diesel Austin venne abbandonato perché durante la ricostruzione di Leyland le linee di produzione vennero vendute in India. Di conseguenza Carbodies scelse di equipaggiare il taxi con il motore diesel Land Rover da 2286 cc e di rioffrire anche il motore a benzina sempre di origine Land Rover. Il nuovo modello è stato marchiato Carbodies FX4R, dove la R sta per Rover. 
La FX4R presentava alcuni miglioramenti rispetto ai precedenti modelli FX4, tra cui servosterzo e nuovo impianto frenante, ma le sue prestazioni e affidabilità erano scarse. 
Molti proprietari sostituirono il motore Land Rover con il diesel Perkins/Mazda da 2977 cc, migliorando notevolmente le prestazioni, essendo potente ed affidabile ed anche molto meno rumoroso.

### FX4Q

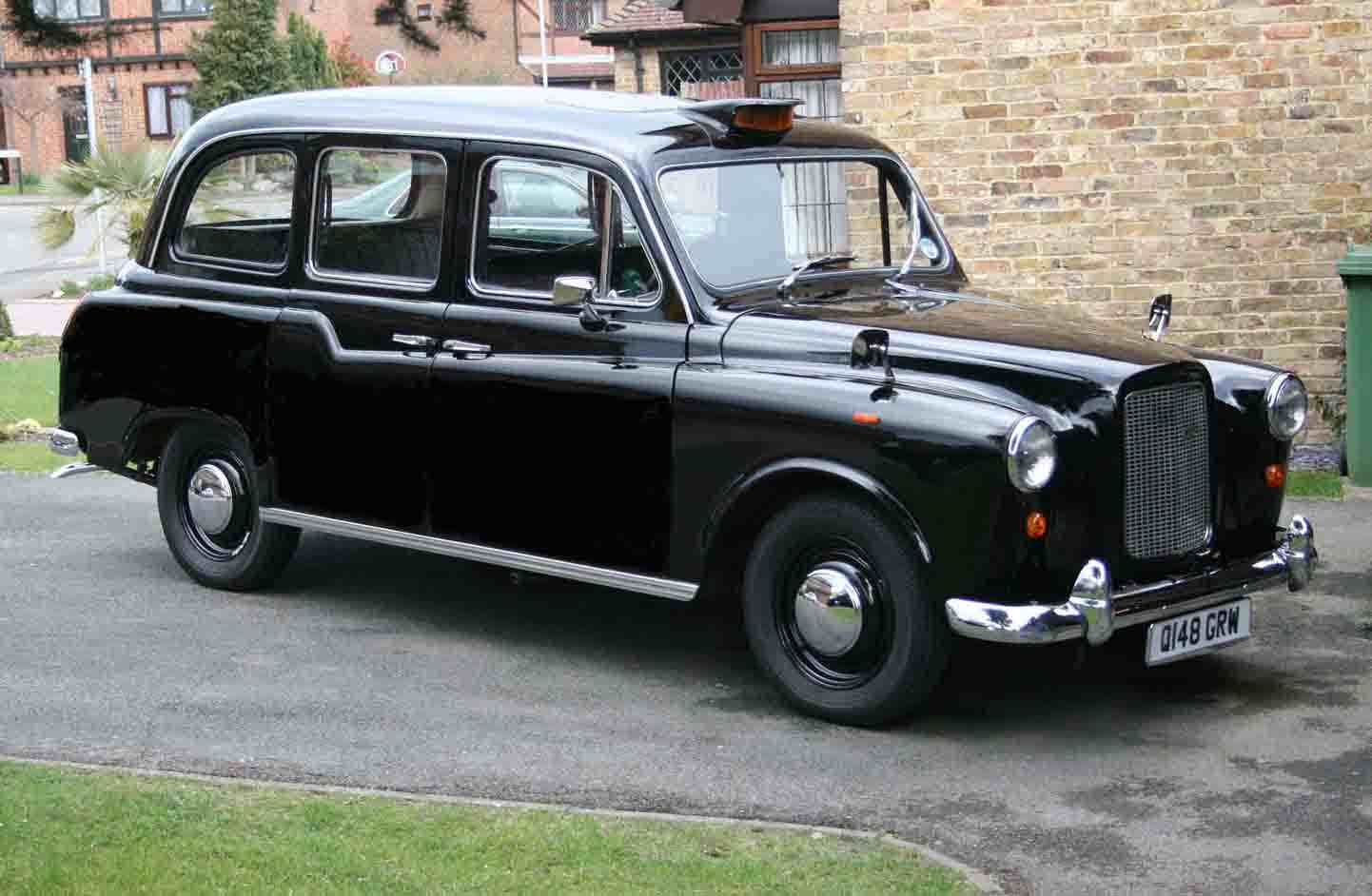
Un FX4Q del 1985

Per risollevare le vendite perse a causa del fallimento della FX4R, Carbodies lavora ad un nuovo restyling del modello aggiornando sia il telaio (più robusto e migliorato nell’insonorizzazione) che le sospensioni, montando una nuova carrozzeria con molti dettagli aggiornati e introducendo i motori diesel originali dell’Austin da 2520 cc importati dall'India. Tutti i nuovi FX4 vennero ribattezzati FX4Q ed erano dotati di cambio automatico, ma non del servosterzo montato sulla FX4R, che causava molti problemi alla meccanica e venne abbandonato per migliorare l’affidabilità del veicolo.

## Produzione LTI

### FX4S
Nel 1984 venne fondata la London Taxis International (LTI) dopo che Manganese Bronze Holdings acquistò i concessionari di taxi di Londra Mann & Overton e la storica carrozzeria Carbodies. La nuova società LTI sostituì il motore diesel Land Rover da 2286 cc con la nuova versione da 2495 cc e il nuovo modello venne chiamato FX4S. Ci furono molti aggiornamenti estetici sia esterni che interni, come dei nuovi interruttori a bilanciere in luogo di quelli a levetta sul cruscotto, i tergicristalli erano controllati da uno stelo sul piantone dello sterzo e furono rinforzate le portiere con nuove barre nel telaio. Vennero inoltre montati nuovi paraurti in acciaio laminato nero. Di base però si trattava solo di un pesante aggiornamento in quanto la Carbodies stava sviluppando un sostituto per FX4, con il codice progettuale CR6, motivo per cui è stato introdotto l’FX4S. 
Tuttavia, il progetto CR6, ritenuto troppo costoso fu abbandonato nel 1985 e la Manganese Bronze decise di continuare a produrre l’FX4S fino a quando non potesse finanziare un nuovo taxi.

### FX4S-Plus
La FX4S fu sostituita nel 1987 dalla FX4S-Plus che aveva un abitacolo posteriore ridisegnato con un nuovo divano a tre posti (era in grado di trasportare cinque passeggeri) e vennero montati nuovi il rivestimenti in grigio. È stato inoltre installato un nuovo cruscotto stampato in plastica grigia.

### FX4W
Il Dipartimento dei trasporti inglese propose che i taxi dovevano garantire l’accesso anche a passeggeri con sedie a rotelle e nel 1986 debutta l’FX4W convertito per soddisfare questa normativa. La porta del passeggero sul lato destro divenne apribile a 180 gradi con il divano reclinabile in avanti e possibilità di ancorare la sedia a rotelle rivolta all'indietro.

### Fairway

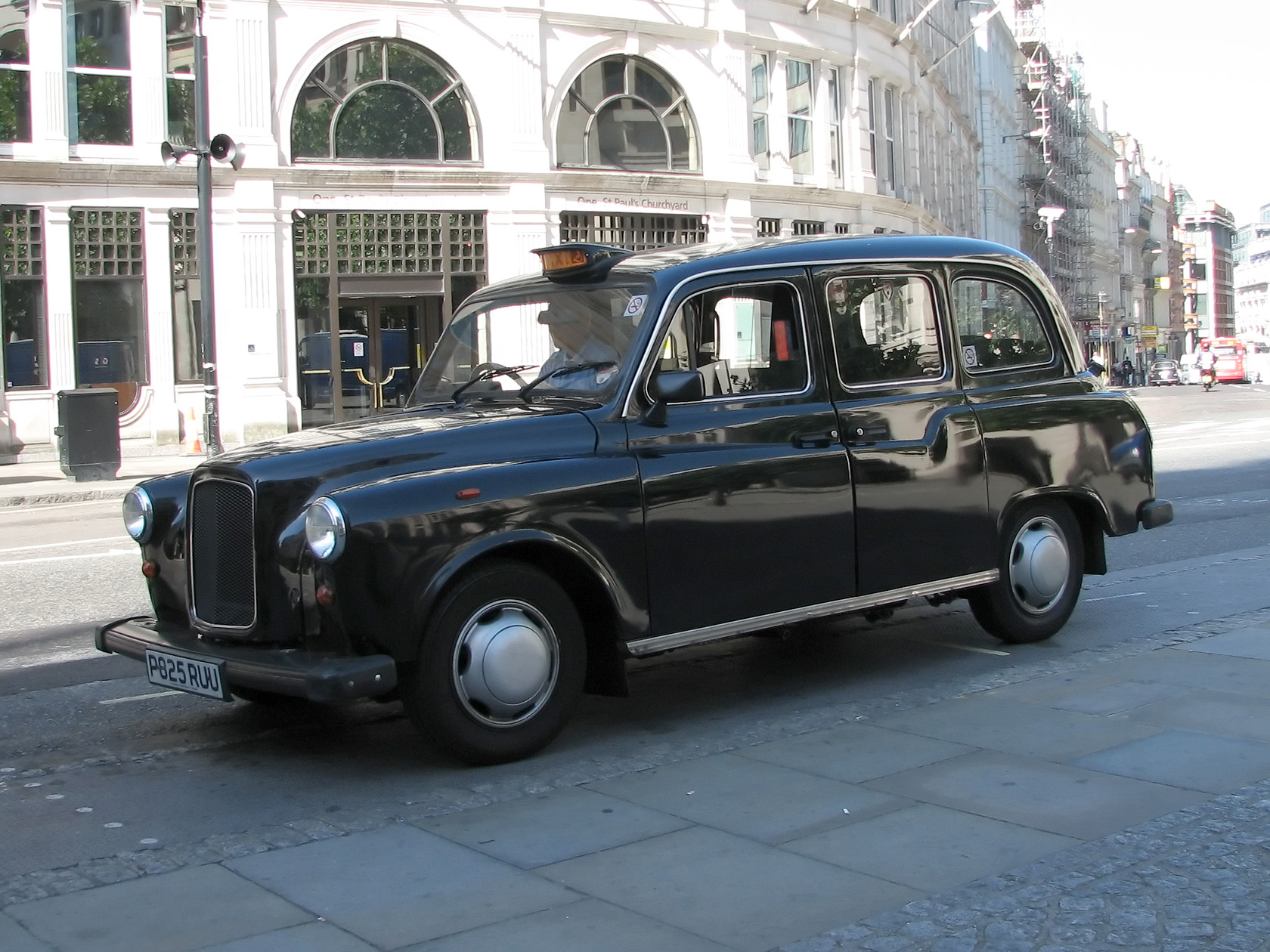
LTI Fairway, una delle ultime evoluzioni dell’FX4

Nel febbraio 1989 fu introdotto l’LTI Fairway abbandonando definitivamente la denominazione FX4. Il nuovo Fairway montava il motore turbo diesel quattro cilindri Nissan TD27 da 2.664 cc erogante 86 cavalli che equipaggiava i fuoristrada e i veicoli commerciali del costruttore giapponese. Oltre al motore Nissan fornì anche il cambio manuale a cinque rapporti e il cambio automatico 4N71B a quattro rapporti. Di conseguenza divenne il taxi della serie FX4 più veloce e affidabile che poté essere esportato anche fuori dal regno Unito; ciò permise di risollevare sia le vendite che la produzione. La porta con accessibilità per le sedie a rotelle era di serie su tutte le versioni.

### Fairway Driver
La LTI, nell’ambito di un nuovo programma per lo sviluppo di un modello sostitutivo, iniziò a lavorare a delle modifiche del Fairway in modo da poterle poi successivamente estendere anche all’erede. Alla AP Lockheed venne incaricato di progettare e sviluppare i freni a disco anteriori mentre alla GKN venne affidato il compito di progettare un nuovo sistema di sospensione per consentire l'installazione di freni a disco, pur mantenendo il raggio di sterzata obbligatorio di 7,6 m. Queste modifiche sono state montate sul rinnovato LTI Fairway Driver, che è stato introdotto nel febbraio 1992. 
L'ultimo Fairway Driver è stato costruito il 1 ° ottobre 1997 e per l’occasione è stato targato R1 PFX (il cui significato è RIP FX ovvero “Riposa In Pace FX”, in quanto si tratta dell’ultimo taxi della stirpe FX). L’esemplare è esposto al National Motor Museum di Beaulieu.